# Fournisseur de messagerie électronique
Pour les articles homonymes, voir ESP.
Un fournisseur de messagerie électronique ou un fournisseur de services de messagerie électronique (en anglais, email service provider ou ESP) est un type d'hébergeur (en) de messagerie électronique. Il met en œuvre des serveurs de messagerie pour envoyer, recevoir, accepter et stocker des courriels au nom d'autres organisations ou d'utilisateurs finaux. Contrairement à l'hébergeur de messagerie électronique (en) le fournisseur de messagerie propose des services de messagerie clé en main qui sont généralement destinés aux particuliers.
Le terme « fournisseur de service de messagerie » a été inventé dans le document RFC 5598 de l'architecture de messagerie Internet.